# 多布拉納季亞 (若夫特涅維區)
47°2′36″N 32°9′39″E / 47.04333°N 32.16083°E
多布拉納季亞（烏克蘭語：Добра Надія），是烏克蘭南部的村莊，隸屬尼古拉耶夫州的尼古拉耶夫區。該村面積15平方公里，海拔高度6米，2001年人口52，人口密度每平方公里3.5人。